# Кузьмин, Сергей Викторович (учёный)
Сергей Викторович Кузьмин (род. 31 октября 1961 года) — российский учёный-материаловед, член-корреспондент РАН (2022). Заслуженный деятель науки Российской Федерации (2022 год).

## Биография
Родился 31 октября 1961 года.
В 1984 году — окончил Волгоградский политехнический институт (ныне Волгоградский государственный технический университет — ВолгГТУ), где в дальнейшем и работал, последовательно занимая должности инженера, младшего, научного и старшего научного сотрудника кафедры сварочного производства.
С 1985 по 1988 г. обучался в очной аспирантуре под руководством д. т. н., профессора В. С. Седых — родоначальника процесса сварки металлов взрывом. С 1993 г. работал в должности доцента кафедры сварочного производства ВолгГТУ, а с 2007 г. — в должности профессора той же кафедры. С 2012 по 2017 г. работал в должности декана факультета технологии конструкционных материалов ВолгГТУ, с 2017 по 2019 гг. — в должности проректора по учебной работе, а с 2019 г. — первым проректором университета.
В 1989 году — защитил кандидатскую (научный руководитель В. С. Седых), а в 2006 году — докторскую диссертацию (научный консультант В. И. Лысак).
В 1998 году — присвоено учёное звание доцента, а в 2008 году — профессора.
В 2022 году — избран членом-корреспондентом РАН по Отделению химии и наук о материалах.
В настоящее время — первый проректор, заместитель заведующего кафедрой «Оборудование и технология сварочного производства» ВолгГТУ

## Научная деятельность
Специалист в области материаловедения и технологии композиционных материалов.
Развивает одно из приоритетных направлений современного материаловедения — создание с помощью энергии взрыва композитов различной структуры и назначения и исследование их свойств. Им, в частности, разработаны принципы расчета и оптимизации параметров режимов сварки взрывом двух- и многослойных композиционных материалов на основе детального изучения баллистики метания пакета металлических пластин, разгоняемых продуктами детонации конденсированных взрывчатых веществ, с учётом конечного времени соударения элементов пакета. Им создана не имеющая мировых аналогов автоматизированная система расчета и оптимизации параметров сварки взрывом, позволяющая существенно сократить затраты на проектирование соответствующих технологических процессов изготовления металлических композитов с гарантированным качеством соединения составляющих слоев.
Под его руководством и при его непосредственном участии разработаны научные основы формирования структуры и свойств металлокерамических композиционных материалов, получаемых ударно-волновой обработкой при детонационном нагружении смесей порошков тугоплавких карбидов и металлов. С использованием современных представлений об атомном строении межфазных границ им выявлены условия и механизм формирования прочного соединения компонентов металлокерамических порошковых смесей в твердой фазе на стадии высокоскоростного нагружения, что послужило основой ряда разработанных принципиально новых технологических процессов изготовления узлов триботехнического назначения, отличающихся низким коэффициентом трения и на порядок большей износостойкостью по сравнению с материалами, получаемых по традиционной технологии прессования и спекания.
Им впервые исследован процесс формирования прочного соединения одно- и разнородных металлов и сплавов при одновременном воздействии скользящей детонационной волны и мощных ультразвуковых колебаний, что позволило повысить качество и расширить области свариваемости материалов с резко различными физико-механическими свойствами, изделия из которых внедрены на предприятиях ракетно-космического комплекса, энергетического и нефтехимического машиностроения, энергетики и металлургии.
Технологические процессы, композиционные металлические и металлокерамические материалы и композитные детали, изготовленные с помощью энергии взрыва внедрены с весомым экономическим эффектом на предприятиях ракетно-космического комплекса при изготовлении переходных элементов, корпусов антенно-фидерных устройств космических систем «МКС», «Энергия — Буран», «Морской старт» (РКК им. С. П. Королева, г. Королев Московской обл.), энергетического и нефтехимического машиностроения при изготовлении теплообменного оборудования (ОАО «Волгограднефтемаш», ОАО «Бормаш»), энергетики и металлургии при изготовлении энергосберегающих медно-алюминиевых и медно-стальных деталей и узлов (ОАО «Волгоградский алюминий», «Норильский никель», Саяно-Шушенская ГЭС) и ряде других организациях РФ.
Автор и соавтор более 600 публикаций, включая 6 монографий, более 300 статей в российских и зарубежных журналах, а также 30 изобретений и полезных моделей. Под его руководством защищено 12 кандидатских и 1 докторская диссертация.

## Награды
- Заслуженный деятель науки Российской Федерации (17 ноября 2022 года) — за вклад в развитие науки и многолетнюю добросовестную работу[1]
- Премия Правительства Российской Федерации в области науки и техники (2015[2] и 2023[3])
- Почётный работник высшего профессионального образования Российской Федерации (2007)
- Премия Администрации Волгоградской области (2007)
- Премия города-героя Волгограда (2010)
- Юбилейная медаль «300 лет Российской академии наук» (2024)[4]